# San Lucas Pío
San Lucas Pío är en ort i Mexiko.   Den ligger i kommunen Indaparapeo och delstaten Michoacán de Ocampo, i den södra delen av landet, 190 km väster om huvudstaden Mexico City. San Lucas Pío ligger 1 864 meter över havet och antalet invånare är 3 056.
Terrängen runt San Lucas Pío är kuperad söderut, men norrut är den platt. Runt San Lucas Pío är det ganska tätbefolkat, med 56 invånare per kvadratkilometer. Närmaste större samhälle är Zinapécuaro, 12,5 km nordost om San Lucas Pío. I omgivningarna runt San Lucas Pío växer huvudsakligen savannskog.